# ヤマホロシ
ヤマホロシ（山桯、学名：Solanum japonense）は、ナス科ナス属の蔓性の多年草。別名、ホソバノホロシ。

## 特徴
地下に匍匐する根茎があり、そこから伸びる地上茎はまばらに分枝し、無毛で、やや蔓性となって細長く四方に広がる。葉は互生し、長さ1-3cmになる葉柄があり、葉身は三角状卵形または三角状広披針形で、長さ3-8cm、幅0.8-3cmになる。葉先は細く伸びてとがり、縁は全縁、基部は円形または切形で、若い葉は表面に明らかな短毛があるが、のちに無毛になる。縁は全縁になるか、大型の不ぞろいの鋸歯が少数あり、下部の葉はしばしば3-5片に深く裂ける。
花期は7-9月。葉の反対側または茎の途中からまばらに分枝する集散花序をつけ、数個の花をつける。萼は皿形で、先は5裂する。小花柄は萼の下方で少し太くなる。花冠は淡紫色で5深裂し、径1cmになり、はじめ平開するが、のちに各裂片は背面に強く反り返る。裂片の基部には黄緑色の腺体があり、花喉部内面は濃紫色をおびる。雄蕊は黄色で5個あり、花の中心部に集まって直立し、葯は長さ約3mmの長楕円形で、雌蕊を取り巻く。果実は径6-7mmになる球形の液果で、まれに楕円形となり、秋に赤色に熟す。種子は径約2mmとなる。全草にソラニンを含むため、食べられない。

## 分布と生育環境
日本では、北海道、本州、四国、九州に分布し、山地の林縁などに生育する。世界では、朝鮮半島、中国大陸（中北部・東北部）に分布する。

## 名前の由来
和名の「ヤマホロシ」の「ホロシ」の語源は不明という。
種小名（種形容語）japonense は「日本の」の意味。

## ギャラリー

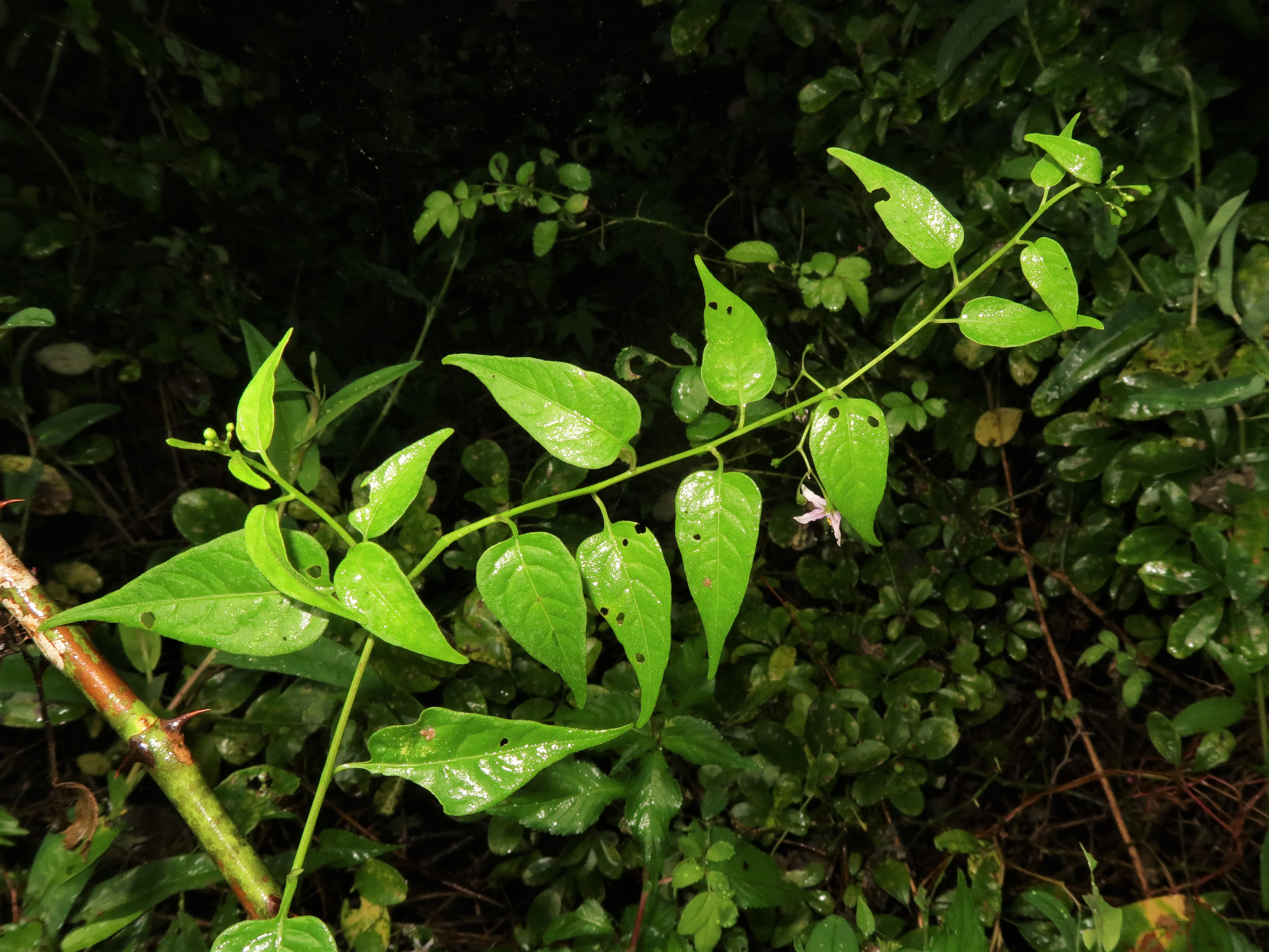
茎はやや蔓性となる。葉先は細く伸びてとがり、基部は円形または切形で、若い葉は表面に明らかな短毛がある。
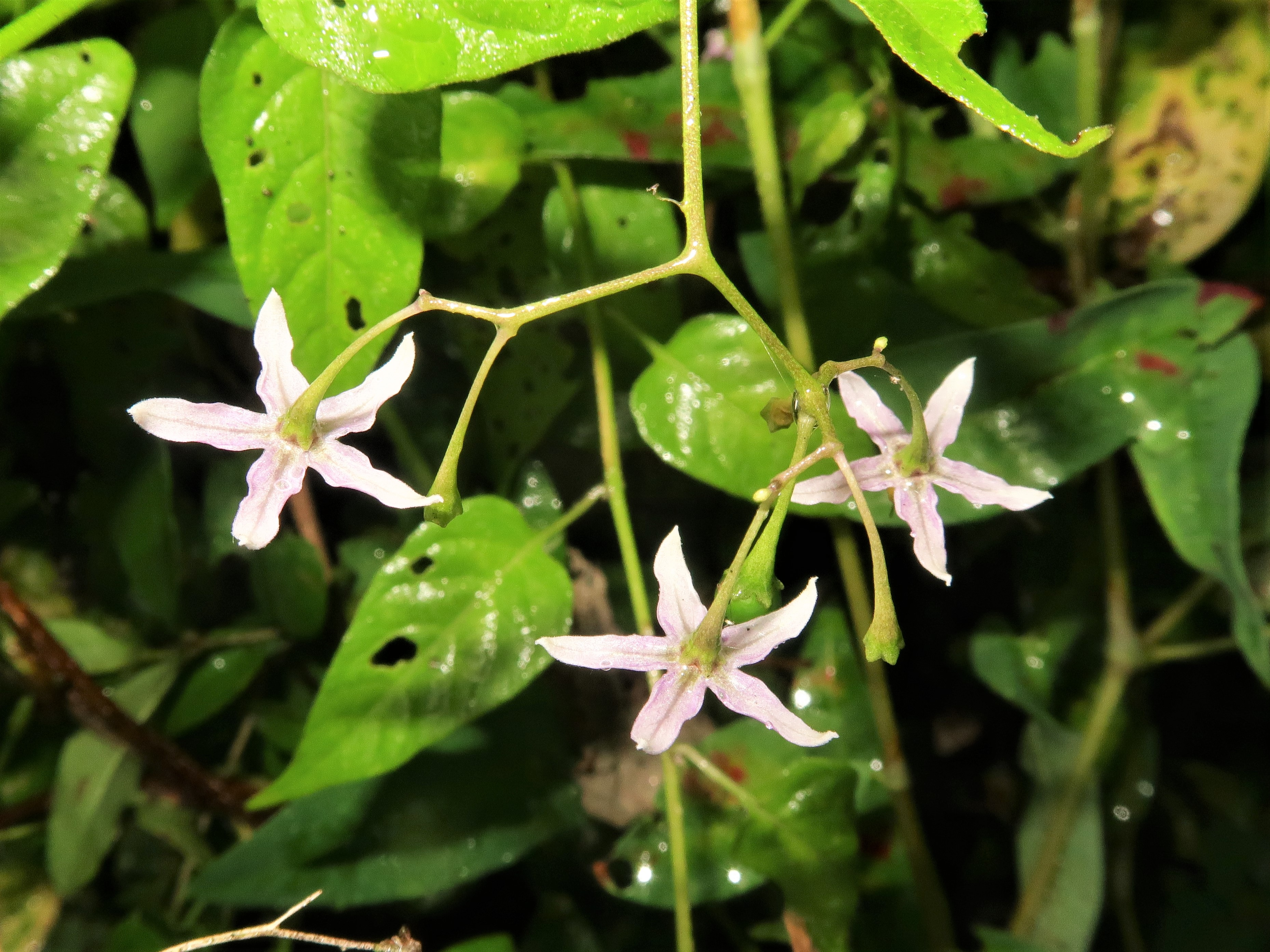
花の裏面。集散花序をつけ、数個の花をつける。萼は皿形で、先は5裂し、花冠は淡紫色で5深裂する。小花柄は萼の下方で少し太くなる。
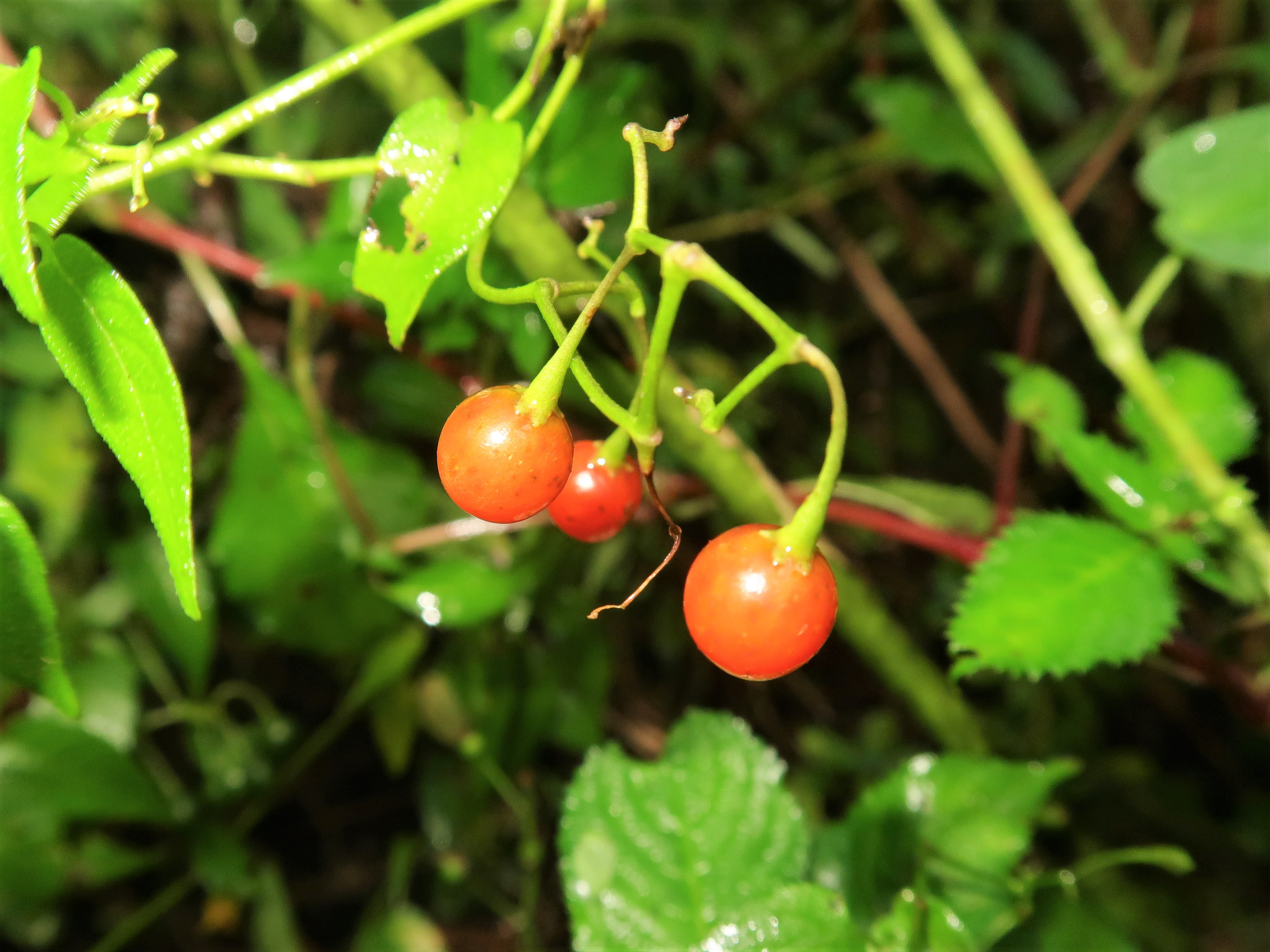
果実は径6-7mmになる球形の液果で、秋に赤色に熟す。
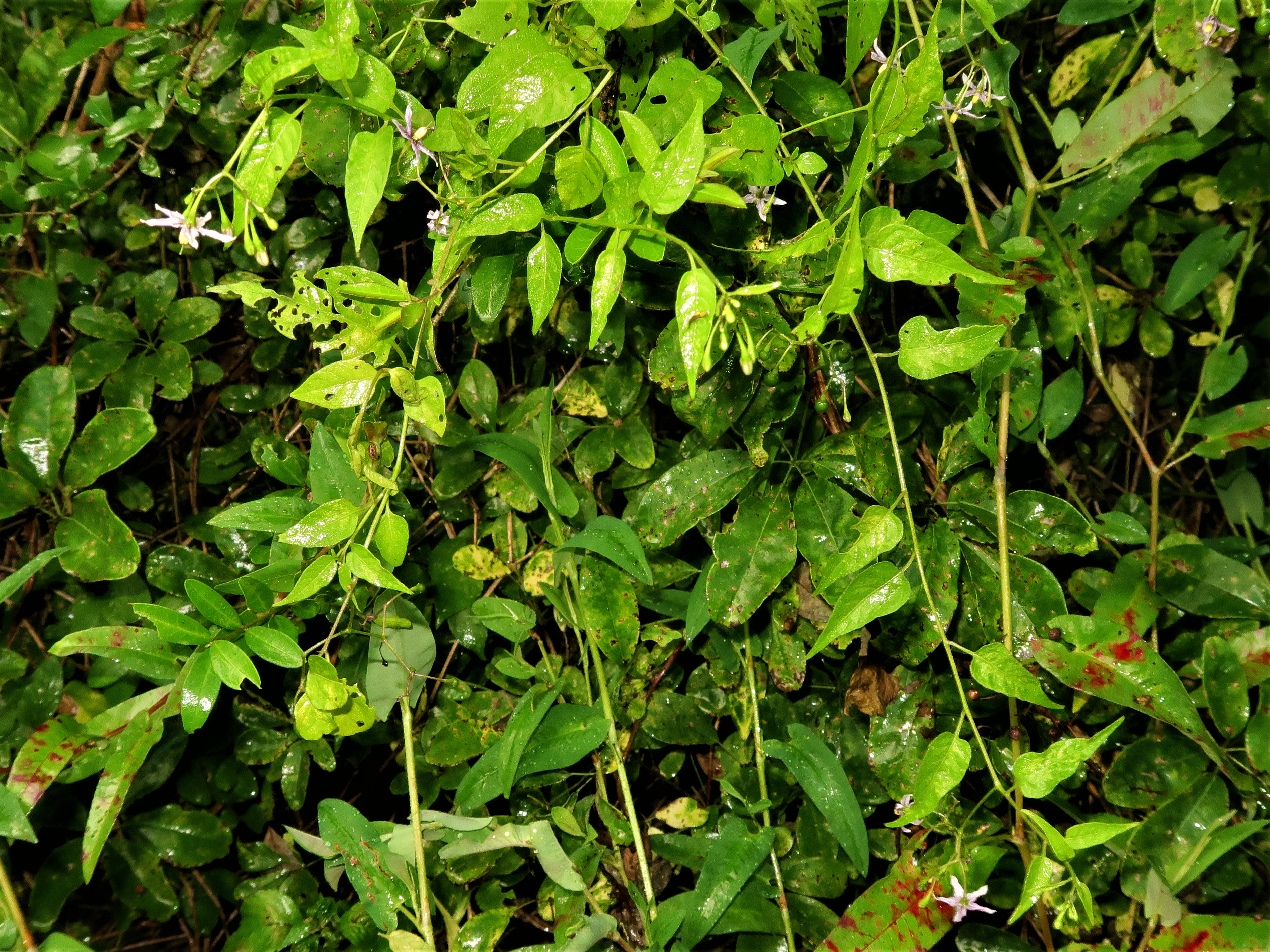
茎はまばらに分枝し、細長く四方に広がる。

## 下位分類
- タカオホロシ Solanum japonense Nakai var. takaoyamense (Makino) H.Hara[2] - 成長した開花株の葉に多数の波状鋸歯が現れるものを変種として区分する場合があるが[7]、YListではヤマホロシのシノニムとされている[2]。東京都、山梨県、長野県などに分布する[9]。変種名 takaoyamense は「高尾山の」の意味[10]。
- キミノヤマホロシ Solanum japonense Nakai f. xanthocarpum H.Hara[11] - 果実が黄色いものを品種として区分する[8]。品種名 xanthocarpum は「黄色い果実の」の意味[10]。

## 近縁種
- ヒヨドリジョウゴ Solanum lyratum Thunb.
- マルバノホロシ Solanum maximowiczii Koidz.
- オオマルバノホロシ Solanum megacarpum Koidz.
- ツルハナナス（蔓花茄子）[12]Solanum jasminoides J. Paxton[13] - 蔓性の常緑低木。ブラジル原産の熱帯園芸植物。花は咲き始めは白色だが、徐々に薄青色に変化する。「ヤマホロシ」の名でも流通することがあるが、それは誤称で、「ヤマホロシ」は日本および東アジア原産のナス属の多年草の種 Solanum japonense Nakai の和名であり、別種である[12]。